# بيلي سبيفي
بيلي سبيفي (بالإنجليزية: Billy Spivey)‏ (مواليد 1969) سياسي أمريكي. مثل الحزب الجمهوري في مجلس نواب تينيسي عن المقاطعة الثانية والتسعين من 2012 إلى يناير 2017.
خدم في جيش الولايات المتحدة خلال حرب الخليج الثانية من 1990 إلى 1991 مع فرقة الفرسان الأولى. كما تخرج من مقاطعة مارشال للقيادة.